# 임경
임경(任竟, 任敬, ? ~ 기원전 177년)은 전한 초기의 제후로, 개국공신 임오의 아들이다.

## 행적
문제 원년(기원전 179년), 임오의 뒤를 이어 광아후(廣阿侯)에 봉해졌다.
문제 3년(기원전 177년)에 죽어 시호를 이(夷)라 하였고, 아들 임단이 작위를 이었다.

## 출전
- 사마천, 《사기》 권18 고조공신후자연표
- 반고, 《한서》 권16 고혜고후문공신표

| 전임 아버지 광아의후 임오 | 전한의 광아후 기원전 178년 ~ 기원전 177년 | 후임 아들 광아경후 임단 |